# Nedusia
Nedusia is een geslacht van vlinders van de familie Uraniavlinders (Uraniidae), uit de onderfamilie Epipleminae.

## Soorten
- N. acalis Felder & Rogenhofer, 1875
- N. castra Jones, 1921
- N. cuticulata Guenée, 1852
- N. excavata Möschler, 1890
- N. mutilaria Hübner, 1818